# Andrzej Radomski (leśnik)
Andrzej Wiesław Radomski – polski leśnik, doktor habilitowany nauk rolniczych, profesor w Szkole Głównej Gospodarstwa Wiejskiego w Warszawie, specjalista od analizy chromatograficznej, nauk o drewnie oraz chemii drewna.

## Kariera naukowa
W 1995 roku na Wydziale Chemicznym Politechniki Warszawskiej uzyskał tytuł magistra inżyniera w zakresie technologii chemicznej. W 2004 roku na tym samym wydziale uzyskał stopień doktora nauk chemicznych w zakresie chemii na podstawie rozprawy pt. Zastosowanie chromatografii SEC i HPLC do analizy polimerowych materiałów energetycznych i ich mieszanin, której promotorem był Andrzej Książczak. W 2005 roku został zatrudniony na tejże uczelni, a w 2017 roku uzyskał na jej Wydziale Technologii Drewna stopień doktora habilitowanego nauk rolniczych w dyscyplinie drzewnictwa na podstawie pracy pt. Zastosowanie odwrotnej chromatografii wykluczania przestrzennego do badania struktury porowatej materiałów lignocelulozowych.